# Malczkowo
Malczkowo (deutsch Malzkow, kasch. Môlczëce) ist ein Dorf in der polnischen Woiwodschaft Pommern und gehört zur Landgemeinde Potęgowo (Pottangow) im Powiat Słupski (Kreis Stolp).

## Geographische Lage und Verkehrsanbindung
Malczkowo liegt in Hinterpommern, südöstlich der Kreismetropole Słupsk (Stolp) an der Woiwodschaftsstraße 211, die Nowa Dąbrowa (Neu Damerow) an der Landesstraße 6 (ehemalige Reichsstraße 2), heute auch Europastraße 28 mit Kartuzy (Karthaus) und Żukowo (Zuckau) an den Landesstraßen 7 und 20 verbindet. In Malczkowo enden zwei Nebenstraßen, die von Karznica (Wendisch Karstnitz) im Nordwesten bzw. Dobra (Daber) im Südwesten in den Ort führen.
Bahnanbindung besteht über die Station Strzyżyno Słupskie (Stresow bei Stolp) an der Staatsbahnstrecke von Danzig nach Stargard.

## Geschichte
Der historischen Dorfform nach war Malczkowo ein kleines Gassendorf. Er war 1575 ein Puttkamersches Lehen. Einen Anteil an Malzkow erwarb 1666 Martin Otto von Massow durch Heirat oder Kauf. Im Jahre 1718 ging der Massowsche Teil, 1752 der Puttkamersche Teil auf Philipp Otto von Grumbkow über. Über Generationen hinweg blieb Malzkow mit der Familie Grumbkow verbunden.
Im Jahre 1784 werden für Malzkow ein Vorwerk, eine Ziegelei, sechs Bauern, fünf Kossäten, ein Krug, ein Schulmeister, innerhalb der Gemarkung das Vorwerk Wilhelmshof mit vier Kossäten, einem Holzwärter und einem Katen bei insgesamt 20 Haushaltungen genannt. Besitzerin des Ritterguts war um diese Zeit die Witwe Friederika von Podewils, geborene von Grumkow.
Durch Heirat von Otto von Bonin (1761–1822) mit Sophie von Podewils (1772–1828) kam Malzkow 1790 mit dem Hauptgut Lupow (heute polnisch: Łupawa) und elf anderen Gütern im Kreis Stolp in die Hände der Familie Bonin. 1827 erbte Friedrich Wilhelm Bogislaw von Bonin Malzkow neben Lupow und anderen Gütern. Seit 1855 war der Güterkomplex Lupow mit Malzkow Fideikommiss.
Im Jahre 1883 erwarb August Beyer Malzkow und baute es zu einem selbständig lebensfähigen Betrieb aus. Ab 1908 setzte sein Sohn Richard Beyer die Arbeit des Vaters fort. Im Jahre 1938 umfasste das Rittergut 1584 Hektar, davon 874 Hektar Ackerland.
1910 waren in Malzkow 366 Einwohner registriert. Im Jahr 1925 standen in Malzkow 38 Wohngebäude. Die Anzahl der Einwohner stieg bis 1933 auf 414 und betrug 1939 fast unverändert 418.
Im Jahr 1938 gab es in der Gemeinde Malzkow außer dem Rittergut elf weitere landwirtschaftliche Betriebe.
Vor 1945 gehörte Malzkow zum Landkreis Stolp im Regierungsbezirk Köslin der Provinz Pommern. Die Gemeindefläche maß 1.622 Hektar.
Zur Gemeinde Malzkow gehörten insgesamt vier Wohnplätze:
- Forsthaus Malzkow
- Forstkaten
- Malzkow
- Neu Malzkow (Malczkówko).

Malzkow war der Hauptwohnort der Gemeinde Malzkow. Die Gemeinde Malzkow gehörte zum Amts- und Standesamtsbezirk Lupow.
Vor Ende des Zweiten Weltkriegs wurde am 8. März 1945 für Malzkow der Räumungsbefehl erteilt. Der Flüchtlingstreck zog über Lupow und Grumbkow (Grąbkowo) und wurde hinter Darsin (Darżyno) von der Roten Armee eingeholt. Fast alle Dorfbewohner kehren nach Malzkow zurück. Vier Familien gelang die Flucht mit dem Schiff von Gotenhafen aus. Fünf Personen wurden unterwegs erschossen. Im Ort lag eine SS-Einheit mit einigen unterstellten Verbänden, bei der Einnahme durch die sowjetischen Truppen kam es aber zu keinen größeren Kampfhandlungen. Im Laufe der Besetzung wurden mehrere Gebäude zerstört. Es kam zu schweren Übergriffen der sowjetischen Soldaten gegenüber Zivilisten. Ab 1945 vertrieben die Polen einen Teil der einheimischen Bevölkerung über die Oder. Die sowjetischen Truppen behielten bis 1950 das Gut in Besitz. Viele Dorfbewohner mussten auf dem Gut arbeiten, was zur Folge hatte, dass bis 1951 etwa die Hälfte der ursprünglichen Gemeindebevölkerung noch hier lebte. Nachdem die sowjetischen Truppen das Gut 1950 aufgegeben hatten, nahmen es die Polen in Besitz. Malzkow wurde in Malczkowo umbenannt.
Später wurden in der Bundesrepublik Deutschland 203 und in der Deutschen Demokratischen Republik 184 aus Malzkow gekommene Dorfbewohner ermittelt.
Das Dorf ist heute ein Ortsteil der Gmina Potęgowo im Powiat Słupski in der Woiwodschaft Pommern (1975 bis 1998 Woiwodschaft Słupsk) ist. In Malczkowo leben mehr als 500 Menschen. Das Dorf ist Sitz eines Schulzenamtes, in das auch Malczkówko (Neu Malzkow) einbezogen ist.

## Kirche
Der überwiegende Teil der Bevölkerung von Malzkow war bis 1945 evangelischer Konfession. Der Ort gehörte zum Kirchspiel Lupow im Kirchenkreis Stolp-Altstadt in der Kirchenprovinz Pommern der Kirche der Altpreußischen Union.
Seit 1945 leben fast ausnahmslos katholische Kirchenglieder in Malczkowo. Der Bezug zum ehemaligen Pfarrsitz ist geblieben, mehr noch: der Pfarrort Łupawa ist jetzt auch Sitz eines Dekanats im Bistum Pelplin der Katholischen Kirche in Polen. Hier jetzt lebende evangelische Kirchengliede gehören nun zur Kreuzkirchengemeinde in Słupsk (Stolp) in der Diözese Pommern-Großpolen der Evangelisch-Augsburgischen Kirche in Polen.

## Schule
Eine Schule gab es in Malzkow bereits zum Ende des 18. Jahrhunderts. Im Jahre 1932 hatte Malzkow eine dreistufige Volksschule, in der zwei Lehrer 82 Schulkinder unterrichteten.